# Тагут
Тагу́т (ед. ч. араб. طَاغُوت‎, т̣а̄г̣ӯт, мн. ч. араб. طَوَاغِيت‎, т̣ава̄г̣ӣт) — исламский термин для обозначения предмета идолопоклонства (ложного обожествления).

## Этимология
Дословно с арабского «тагут» можно перевести как «превышать надлежащие границы». Это слово происходит от арабского глагола «тага», что означает «неподчинение», «неповиновение» и «восстание против Аллаха». По другой версии, термин «тагут» происходит от геэз ጣዖት, ṭaʿot, «идол», и с большой вероятностью заимствован из ивр. טָעוּת‎, ṭaʿút, «ошибка».

## Определение
К тагуту могут быть отнесены сатана, джинны, камни, солнце, могилы (см. Почитание могил в исламе), ангелы или люди (см. Культ святых в исламе). Термин также применяется к земной тиранической силе, как это подразумевается в стихе 60 суры аль-Маида.
Слово «тагут» является одним из важных терминов в исламе, и обозначает преступивших границы дозволенного, тех, кто приказывает совершать зло и вводит в заблуждение, шайтанов, идолов, предсказателей и колдунов. То есть термин «тагут» охватывает как отдельных людей, так и целые группы людей или организации, которые отвернулись от предписаний Аллаха. Арабский глагол «тага» означает «неподчинение», «неповиновение» и «восстание против Аллаха». Мусульмане верят, что создание, которое противится ниспосланным Аллахом законам и предписаниям, а также создаёт какие-то правила и законы, противоречащие его законам, является тагутом. Также тагутом может являться какое-либо мировоззрение, теория или идеология, противоречащее исламу. Тагут не ограничивается лишь неповиновением Аллаху, но он так же старается сделать рабов Аллаха своими рабами. Поэтому чтобы человек мог считаться мусульманином, он должен полностью отвергнуть тагут.
Современный исламский философ Абу-ль-Аля Маудуди в своем комментарии Корана определяет тагута как существо, которое не только восстает против Бога, но и нарушает его волю. Из-за этих ассоциаций этот термин может относиться к любому лицу или группе лиц, обвиняемых в том, что они антиисламские и являются агентами западного культурного империализма. Этот термин был введён в современный политический дискурс со времени использования аятоллы Рухоллы Хомейни во время иранской революции 1979 года через обвинения, сделанные Хомейни, так и обвинения, выдвинутые против него.

## Упоминания в Коране
Термин «тагут» упомянут в Коране 8 раз как ложная (призрачная) альтернатива Аллаха.

Кто не верует в тагута, а верует в Аллаха, тот ухватился за самую надежную рукоять, которая никогда не сломается. Аллах — Слышащий, Знающий.

Оригинальный текст (ар.)فَمَن يَكْفُرْ بِالطَّاغُوتِ وَيُؤْمِن بِاللَّهِ فَقَدِ اسْتَمْسَكَ بِالْعُرْوَةِ الْوُثْقَى لَا انفِصَامَ لَهَا وَاللَّهُ سَمِيعٌ عَلِيمٌ— Коран 2:256 (Кулиев)

Мы отправили к каждой общине посланника: «Поклоняйтесь Аллаху и избегайте тагута!».

Оригинальный текст (ар.)وَلَقَدْ بَعَثْنَا فِي كُلِّ أُمَّةٍ رَّسُولًا أَنِ اعْبُدُوا اللَّهَ وَاجْتَنِبُوا الطَّاغُوتَ— Коран 16:36 (Кулиев)

Те, которые уверовали, сражаются на пути Аллаха, а те, которые не уверовали, сражаются на пути тагута.

Оригинальный текст (ар.)الَّذِينَ آمَنُوا يُقَاتِلُونَ فِي سَبِيلِ اللَّهِ وَالَّذِينَ كَفَرُوا يُقَاتِلُونَ فِي سَبِيلِ الطَّاغُوتِ— Коран 4:76 (Кулиев)